# James Hill (Regisseur)
James Hill (* 9. Juli 1919 in Eldwick, Yorkshire, Vereinigtes Königreich; † 7. Oktober 1994 in London) war ein britischer Filmregisseur, Filmproduzent und Drehbuchautor, der sich einen Namen mit einigen Natur- und Tierfilmen gemacht hatte.

## Leben
Der aus einem in der Grafschaft Yorkshire gelegenen Dorf stammende Hill stieß im Jahre 1937 zum Film (bei der GPO Film Unit) und arbeitete zunächst als Regie- und Schnittassistent. Seinen Kriegsdienst verrichtete Hill innerhalb der Filmabteilung der Royal Air Force. 1947 konnte er seinen ersten (noch kurzen) Dokumentarfilm realisieren, anschließend wirkte er in unterschiedlichen Funktionen: als Dokumentarfilm-Regisseur, als Regisseur von B-Movies für Kinder und als Second-Unit-Regisseur bei Unterhaltungsfilmen wie Allen Gewalten zum Trotz. Für seinen Kurzfilm Giuseppina konnte Hill 1961 einen Oscar in Empfang nehmen.
Daraufhin erhielt der Brite erstmals Regieangebote für höher budgetierte Kinospielfilme (Die Küche, Der große Knüller, Sherlock Holmes’ größter Fall). Eine weitere Dokumentation (The Home-Made Car, 1963) wurde erneut für den Oscar nominiert und erhielt 1963 auf der Berlinale den Silbernen Bären. In jenen Jahren verdiente sich James Hill seinen Lebensunterhalt jedoch überwiegend mit zwar erfolgreicher, künstlerisch aber nicht eben fordernder Fernsehkrimiserienkost (Simon Templar, Mit Schirm, Charme und Melone). Hill blieb trotz des Oscar-Gewinns bis Mitte der 60er Jahre eine weithin eher unbekannte Größe, als er seinen wohl berühmtesten Film inszenierte: Frei geboren – Königin der Wildnis schildert die Geschichte der Löwin Elsa – von ihren Kindertagen bis zur endgültigen Auswilderung durch das Reservatsaufseher-Ehepaar Joy und George Adamson. Der in der Royal Film Performance im Beisein von Queen Elizabeth II. vorgestellte Film war ein enormer Erfolg weltweit, nicht zuletzt dank John Barrys eingängiger Titelmelodie, die zwei Oscars erhielt.
Hill blieb fortan dem Tierfilm treu, doch keine seiner folgenden Arbeiten dieses Genres wurde auch nur annähernd so erfolgreich wie Born Free. 1968 inszenierte er mit dem Unterwasser-Abenteuer Kapitän Nemo erneut einen Film für ein jugendliches Publikum. Seit Ende der 1970er Jahre erhielt Hill vom Kino keine Aufträge mehr, und er kehrte zum Fernsehen zurück, für das er z. B. ‘The Wild & the Free’, ‘Owain Glyndwr – Prince of Wales’, ‘The Young Visitors’ und die Serie ‘C.A.T.S. Eyes’ drehte.
Hill war mit der Übersetzerin und Gelegenheitsschauspielerin Lucienne Hill (1923–2012) verheiratet.

## Filme
als Regisseur beim Kinofilm, wenn nicht anders angegeben
- 1946: Apples From Your Garden (Kurzdokumentarfilm, ungenannt)
- 1947: A Journey for Jeremy (Kurzdokumentarfilm)
- 1952: The Stolen Plans (auch Drehbuch)
- 1953: Gibraltar Adventure
- 1955: The New Explorers (Dokumentarfilm, auch Drehbuch)
- 1956: Gefahr für den Guy (Peril for the Guy; auch Drehbuch)
- 1957: Cold Komfort (Kurzfilm)
- 1958: Shyhook (Kurzdokumentarfilm)
- 1959: Das Geheimnis der Mine (Mystery in the Mine, Filmserie; auch Co-Drehbuch)
- 1960: Giuseppina (Oscar-prämierter Dokumentarkurzfilm, auch Drehbuch)
- 1961: Die Küche (The Kitchen)
- 1962: Der große Knüller (The Dock Brief)
- 1963: The Home-Made Car (Kurzfilm, auch Drehbuch und Produktion)
- 1964: Every Day’s a Holiday
- 1965: Sherlock Holmes’ größter Fall (A Study in Terror)
- 1965: Frei geboren – Königin der Wildnis (Born Free)
- 1965: The Specialist (Kurzfilm)
- 1966: Die Hölle von Macao (Co-Regie)
- 1966: The Lions Are Free (Dokumentarfilm)
- 1969: Kapitän Nemo (Captain Nemo and the Underwater City)
- 1969: Onkel Bobs Hütte (An Elephant Called Slowly; auch Co-Produktion und Co-Drehbuch)
- 1970: Black Beauty (Black Beauty)
- 1971: Christian, der Löwe (Christian the Lion; Co-Regie, Co-Produktion, Co-Drehbuch)
- 1973: The Lion at World’s End (Co-Regie, Co-Produktion, Co-Drehbuch)
- 1973: Der Fuchs von Belstone (The Belstone Fox; auch Drehbuch)
- 1975: The Man From Nowhere
- 1977: The Queen’s Garden (Dokumentarfilm, auch Drehbuch und Produktion)
- 1977: Focus on Sight (Kurzfilm, auch Produktion)
- 1978: Mr. Selkie (nur Co-Drehbuch)
- 1979–1981: Die Vogelscheuche (Worzel Gummidge, Fernsehserie; auch Produktion)
- 1980: The Wild and the Free (Fernsehfilm)
- 1984: The Young Visiters (Produktion und Drehbuch)
- 1987–1989: Worzel Gummidge Down Under (Fernsehserie, auch Drehbuchbeteiligung)
- 1993: Alaska Kid (Fernsehserie)